# Morris Ten
La Ten è un'autovettura mid-size prodotta dalla Morris dal 1933 al 1948.

## Il contesto
Il modello si collocava nel settore di mercato delle vetture di categoria 10 HP. Da questa classificazione, derivò il nome del modello (in inglese, "Ten" significa "dieci"). Le lettere HP si riferiscono ai cavalli fiscali, e non alla potenza del motore. Fu offerta in diverse varianti fino al 1948, quando fu sostituita dalla Morris Oxford MO. Possedeva il motore montato anteriormente e la trazione era posteriore.

## Morris Ten-Four (10/4) (1933–1935)
La prima serie della "Ten" fu denominata "Morris Ten-Four" e possedeva un motore Morris a quattro cilindri in linea da 1.292 cm³ di cilindrata. Questo propulsore era a valvole laterali e possedeva un singolo carburatore SU. Il cambio era manuale a quattro rapporti, mentre i freni erano idraulici Lockheed.
Al momento del lancio del modello, le carrozzerie disponibili furono berlina due o quattro porte, e cabriolet due porte. Una versione torpedo seguì nel 1934; era dotata di due porte e possedeva un bagagliaio posteriore.
Nel 1934 il telaio venne rivisto, e fu disponibile il cambio sincronizzato. Dal 1935 fu possibile avere una verniciatura a due colori.

## Morris Ten-Six (10/6) (1934–1935)
Nel 1934 fu introdotta una versione della "Ten" con motore Morris a sei cilindri in linea. La cilindrata di questo propulsore era 1.378 cm³. Le valvole erano laterali. Rispetto al modello con motore a quattro cilindri, questa "Ten", che venne denominata "Morris Ten-Six", aveva anche un telaio con passo più lungo. Il cambio era manuale a tre rapporti.
Erano offerte tre versioni di carrozzeria, berlina quattro porte, cabriolet due o quattro porte e coupé due porte.
Una versione sportiva, la "Ten-Six Special", fu prodotta in edizione limitata. Possedeva un motore potenziato e due carburatori SU. La carrozzeria era aperta a quattro posti, ed alcuni telai vennero forniti da carrozzerie specializzate. 

## Morris Ten Serie II (10/4) (1935–1937)
A seguito della razionalizzazione della gamma Morris, nel 1935 fu introdotta la Ten Serie II, che condivideva la carrozzeria ed il telaio con la Morris Twelve Series II.
All'inizio era montato un cambio manuale a tre rapporti, ma una trasmissione a quattro rapporti comparve tra gli optional nel 1936, e fu installata di serie nel 1937. Nel 1936 delle ruote piene sostituirono le ruote a raggi. Il modello era disponibile con verniciatura a due colori.
Il motore era a quattro cilindri in linea. La cilindrata di questo propulsore era 1.292 cm³. Le valvole erano laterali.
Erano offerte due versioni di carrozzeria, berlina quattro porte e coupé due porte. 

## Morris Ten Serie III (1938)
Nel 1938 fu lanciata una nuova serie di Morris Ten. Il motore era simile a quello della generazione precedente, e quindi era a quattro cilindri in linea e possedeva una cilindrata di 1.292 cm³. Le valvole erano però in testa. La potenza venne incrementata da 27 CV a 37,5 CV. La calandra cromata fu sostituita da una griglia verniciata. Il cambio era manuale a quattro rapporti
Erano offerte due versioni di carrozzeria, berlina quattro porte e coupé due porte. 

## Morris Ten Serie M (1938–1948)
Nel 1938 venne introdotto un modello completamente nuovo, la Morris Ten Serie M. Il motore era a quattro cilindri in linea e possedeva una cilindrata di 1.140 cm³. Le valvole erano in testa, mentre la potenza erogata era 37 CV a 4.600 giri al minuto. Il telaio, per l'epoca, era convenzionale. Le sospensioni erano a balestra, ed era presente un ponte rigido sia all'avantreno che al retrotreno. Il modello, che raggiungeva la velocità massima di 100 km/h, possedeva un cambio manuale a quattro rapporti.
Per il pubblico fu disponibile solo in versione berlina quattro porte, ma durante la seconda guerra mondiale venne prodotta una versione Pick-up due porte. Faceva parte di quella categoria di veicoli militari britannici che era conosciuta come Tilly.
Il modello fu anche assemblato in India come Hindustan 10.
Gli esemplari fabbricati dopo la seconda guerra mondiale si distinguevano da quelli prodotti prima del 1940 per alcuni particolari esteriori, come l'aspetto della calandra e dei pannelli laterali.
La produzione prebellica fu di 27.020 esemplari, mentre dopo il conflitto vennero assemblate 53.566 unità. Il modello venne fabbricato anche in Australia.